# Nombres del pueblo bereber
La población indígena de la región del Magreb en el norte de África comprende una agrupación diversa de varios grupos étnicos heterogéneos que son anteriores a la llegada de los árabes. Se les conoce colectivamente como bereberes en español. Asimismo se utilizan las formas amazig, amaziga, amazigh y amazigue. Aunque "bereber" es más conocido entre los hispanohablantes, su uso es tema de debate, debido a su origen histórico como " bárbaro".
Históricamente, estos grupos de personas no se denominaban a sí mismos "bereberes", sino que tenían sus propios términos para referirse a sí mismos. Por ejemplo, los cabilios utilizan el término "leqbayel" para referirse a su propio pueblo, mientras que los chaouis se identifican como "ishawiyen" en lugar de bereberes o imazighen (amazigh).
Por lo general, se sabe que las poblaciones númidas, mauri y libu de la antigüedad se refieren más o menos a la misma población que los imazighen o bereberes modernos.

## Hoy en día

### bereber
En la Grecia arcaica, βάρβαροι (barbaroi ), 'bárbaros', era una palabra onomatopéyica para describir las lenguas percibidas como defectuosas, así como a sus hablantes; bar-bar era una imitación de estas lenguas. A principios de la Grecia clásica, el término comenzó a usarse para todos los extranjeros y personas que no hablaban griego. Los griegos se referían a las tribus del norte de África como barbaroi, junto con otros términos generalizados, como "numidios", y designaciones tribales. Entre los testimonios escritos más antiguos de la palabra bereber se encuentra su uso como etnónimo en un documento del siglo I d. C. Periplo del mar Eritreo.[cita requerida]
El griego 'barbaroi' fue tomado de la palabra árabe 'بربرة' (barbara), 'balbucear ruidosamente, parlotear', que fue utilizada por los árabes conquistadores para describir a los pueblos indígenas del norte de África, debido a la percepción de rareza de su lengua (no semítica). Este uso fue el primero registrado para referirse a los indígenas norteafricanos como el colectivo "bereber". Aunque el término "bereber" también se había utilizado para referirse a los habitantes del este de África, en los relatos de conquista se aplicó principalmente a las tribus del Magreb, y este se convirtió en el uso dominante del término.
Tras un período de arabización, el influyente escritor árabe medieval Ibn Jaldún, consideró que los "bereberes" eran su propia "raza" o "gran nación". Esta idea cayó en desuso a medida que los indígenas norteafricanos fueron cada vez más marginados, pero fue recuperada por los colonos franceses en el siglo XIX con la esperanza de dividir a la población.
El término español "bereber" deriva de la palabra árabe barbar, que significa tanto "amazigh" como "bárbaro". Debido a este significado compartido, así como a su trasfondo histórico como exónimo, el término "bereber" es visto comúnmente como peyorativo por los indígenas norteafricanos en la actualidad.

### Amazig
Amazig (del griego: tamazight, del pl. imazigh ) es un endónimo de los indígenas norteafricanos, también conocidos como "bereberes". "Amazigh" también se utiliza en español; el plural de la lengua nativa "Imazighen" también se utiliza a veces en español, pero no siempre. Algunos autoidentificados amazigh han intentado popularizar el término en lugar de "bereber", incluso en español, debido a la naturaleza percibida como despectiva de este último. El uso de "amazigh" es particularmente común en Marruecos, especialmente entre los hablantes del tamazight del Atlas central, tarifit y shilha desde 1980. Su uso no sustituye al de grupos étnicos más específicos, como los cabilios o los chaoui .
De manera similar, el endónimo de las lenguas bereberes es típicamente tamazight, y en español, "tamazight" o "lenguas bereberes" a menudo se usan indistintamente. "Tamazight" también puede usarse para designar un idioma específico, como el tamazight del Atlas central o el tamazigh insular.
Aunque el término amazigh se ha utilizado a lo largo de la historia, su uso como reivindicación de la identidad colectiva indígena del norte de África es más reciente. Muchos estudiosos sugieren que el poema de 1945 “Kker a mmis umazigh” (“Levántate, hijo de Amazigh”) de Mohand Idir Aït Amrane es su primer uso como reivindicación cultural.

#### Etimología
Algunos eruditos sugieren que la raíz de la palabra maziġ el nombre Amazigh puede estar relacionado con las primeras tribus líbico-bereberes, a las que se hacía referencia como Mazices en algunas fuentes. Según Ibn Jaldún, el nombre Mazîgh Se deriva de uno de los primeros antepasados de los bereberes.
Según el autor bereber León el Africano, Amazigh significa 'hombre libre'; algunos discutieron que no existe raíz de M-Z-Ɣ que significase 'libre' en las lenguas bereberes modernas. Sin embargo, mmuzeɣ ('ser noble', 'generoso') existe entre los imazighen del centro de Marruecos y tmuzeɣ ('liberarse', 'rebelarse') existe entre los cabilas de Ouadhia . Además, el amazigh también tiene un cognado en la palabra tuareg Amajegh, que significa 'noble'.

## Histórico

### Moros
Los romanos se referían a las tribus indígenas de Mauritania como "Mauri" o "moros".
Los europeos medievales llamaban "moros" a las tribus indígenas del norte de África, junto con otras poblaciones del norte de África.
La histórica entre "bereberes" y "moros" es un tema de investigación académica.